# Jamie Dornan
Jamie Dornan, all'anagrafe James Peter Maxwell Dornan (Holywood, 1º maggio 1982), è un attore, supermodello e musicista irlandese.
Noto principalmente con il ruolo di Christian Grey nella trilogia di film di Cinquanta sfumature (2016-18), Dornan ha interpretato ruoli nelle serie televisive C'era una volta (2011-13) e The Fall - Caccia al serial killer (2013-16) e in film come Marie Antoinette (2006), A Private War (2018) e Il profumo dell'erba selvatica (2020). Nel 2021 è stato lodato per la sua interpretazione nel film Belfast, per il quale ha ricevuto la sua prima candidatura allo Screen Actors Guild Award, al Critics Choice Award e al Golden Globe nella sezione migliore attore non protagonista.

## Biografia
Jamie Dornan cresce a Belfast, Irlanda del Nord, ha due sorelle più grandi: Liesa, che lavora per la Disney a Londra, e Jessica, una stilista di moda con sede a Falmouth, in Inghilterra. Suo padre era un ginecologo, il professore Jim Dornan (1948-2021). Dornan perse la madre Lorna quando aveva 16 anni, a causa di un tumore del pancreas.
Ha frequentato il Methodist College di Belfast dove fa il primo incontro con David Alexander con cui fonderà i Sons of Jim nel 2002, fino al 2008, e successivamente un'etichetta discografica, la Doorstep Records. Ha frequentato l'Università di Teesside che ha però lasciato per dedicarsi allo sport, ma non ottenendo successo, si trasferisce a Londra per intraprendere la carriera di modello per la Select Agency.

## Carriera

### Modello
Inizia la sua carriera come modello, ottenendo in breve tempo le copertine di varie riviste quali GQ, Esquire, Elle, Glamour, Interview, Variety, InStyle, Men's Health, The Sunday Times, Numéro, Icon, Details, Attitude, Arena Homme + e varie.
Diventa testimone dei marchi Calvin Klein, Diesel, H&M, Zegna, Hogan, Giorgio Armani, Desigual, Gap, Levi Strauss, Hugo Boss, Christian Dior, Abercrombie & Fitch, John Richmond, Dolce & Gabbana, Zara e Banana Republic.
Ha lavorato con i fotografi Bruce Weber e Terry Richardson.

### Musicista
Come musicista ha suonato, insieme ai suoi Sons of Jim, con la cantante KT Tunstall nel suo tour.

### Attore

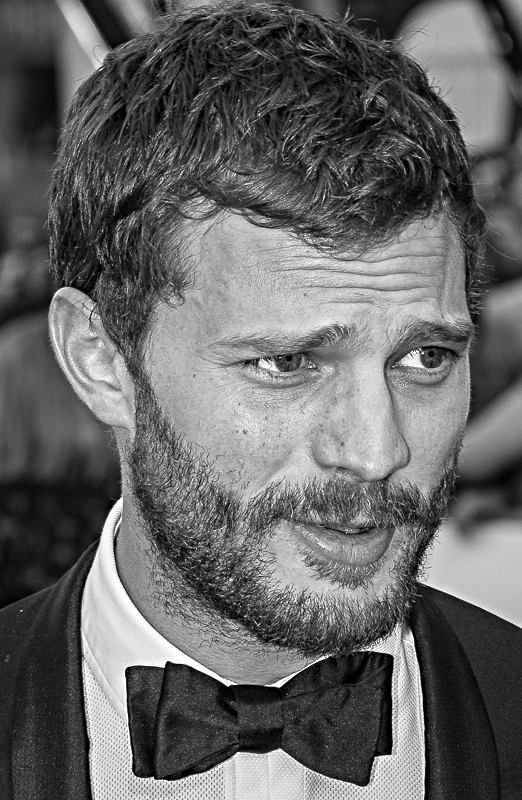
Jamie ai British Academy Television Awards 2014

Nel 2003, su un set fotografico, ha incontrato l'attrice inglese Keira Knightley che l'ha presentato al suo agente e al PFD portando al giovane modello i primi ruoli cinematografici.
Nel 2006 debutta al cinema recitando in Marie Antoinette di Sofia Coppola, interpretando il seducente conte svedese Hans Axel von Fersen. Nel 2008 lavora in Shadows in the Sun, in cui recita al fianco di Jean Simmons.
Nel 2011 ha partecipato alla serie televisiva C'era una volta, interpretando il ruolo del cacciatore di Biancaneve. Nel 2012 recita nella serie drammatica irlandese The Fall - Caccia al serial killer, nei panni di Paul Spector, un serial killer che terrorizza Belfast. Viene nominato ai BAFTA come miglior attore nel 2014, vince il premio di stella emergente e miglior attore agli Irish Film and Television Awards.
Il 24 ottobre 2013 viene annunciato che interpreterà Christian Grey nella trasposizione cinematografica del libro Cinquanta sfumature di grigio, sostituendo Charlie Hunnam ritiratosi qualche giorno prima. Il film viene diretto da Sam Taylor-Johnson, e recita accanto a Dakota Johnson. Per prepararsi a questo ruolo si è sottoposto ad esercizi fisici, ha imparato a fare nodi, a usare la frusta e le fibbie ed è andato a vedere una sessione di BDSM in un dungeon.
Nel 2015 avrebbe dovuto essere nel cast della commedia Il sapore del successo, nel ruolo di un cuoco accanto a Bradley Cooper, ma le sue scene sono state tagliate nel montaggio finale.
Nel 2016 è protagonista del thriller psicologico The 9th Life of Louis Drax, diretto da Alexandre Aja, e del thriller storico Missione Anthropoid con Cillian Murphy: basato sulla vera storia dell'operazione Anthropoid (il nome in codice usato dai cecoslovacchi per identificare la missione per assassinare il generale delle SS Reinhard Heydrich), il film è stato presentato in anteprima mondiale al Karlovy Vary International Film Festival il 1º luglio 2016. Inoltre viene diretto da Richie Smyth nella pellicola La battaglia di Jadotville, in cui interpreta un ufficiale irlandese, Patrick Quinlan, alla guida di un battaglione di 150 uomini che nel 1961 furono assediati da 3000 soldati congolesi.
Nel febbraio 2017 e nel febbraio 2018 torna a vestire nuovamente i panni di Christian Grey, nei rispettivi sequel Cinquanta sfumature di nero e Cinquanta sfumature di rosso. Entrambi i film sono stati girati in contemporanea e diretti da James Foley.
Nel 2017 entra nel cast di Untogether, nel ruolo di un giovane medico divenuto famoso per avere scritto un libro d'amore che si svolge a Gaza. La pellicola è stata trasmessa in anteprima al Tribeca Film Festival, nell'aprile 2018. Nel mese di novembre interpreta Will Scarlet in Robin Hood - L'origine della leggenda, diretto da Otto Bathurst. Inoltre interpreta Paul Conroy nel biografico A Private War, adattamento cinematografico dell'articolo Marie Colvin’s Private War, uscito nel 2012 su Vanity Fair, scritto da Marie Brenner. La pellicola narra la storia vera della giornalista Marie Colvin, corrispondente di guerra e simbolo del giornalismo mondiale. Nel mese di novembre è tra i protagonisti della miniserie in tre puntate Death and Nightingales, ambientata alla fine dell'Ottocento nelle campagne di Fermanagh, nell'Irlanda del Nord.
Nel 2019 entra nel cast della miniserie Dr. Death.

## Immagine pubblica
Nel 2009, assieme all'attrice Eva Mendes, è il volto della campagna di intimo di Calvin Klein, per la linea CK Underwear autunno/inverno 2009-2010, e quella Calvin Klein Jeans primavera/estate 2010. Nel febbraio 2015 viene eletto dalla rivista Glamour UK l'uomo più sexy dell'anno, Nel settembre 2018 viene scelto come testimonial del profumo The Scent di Hugo Boss.

## Vita privata
È stato fidanzato dal 2003 al 2005 con l'attrice Keira Knightley.
Nel 2013 ha sposato Amelia Warner. La coppia ha tre figlie.

## Filmografia

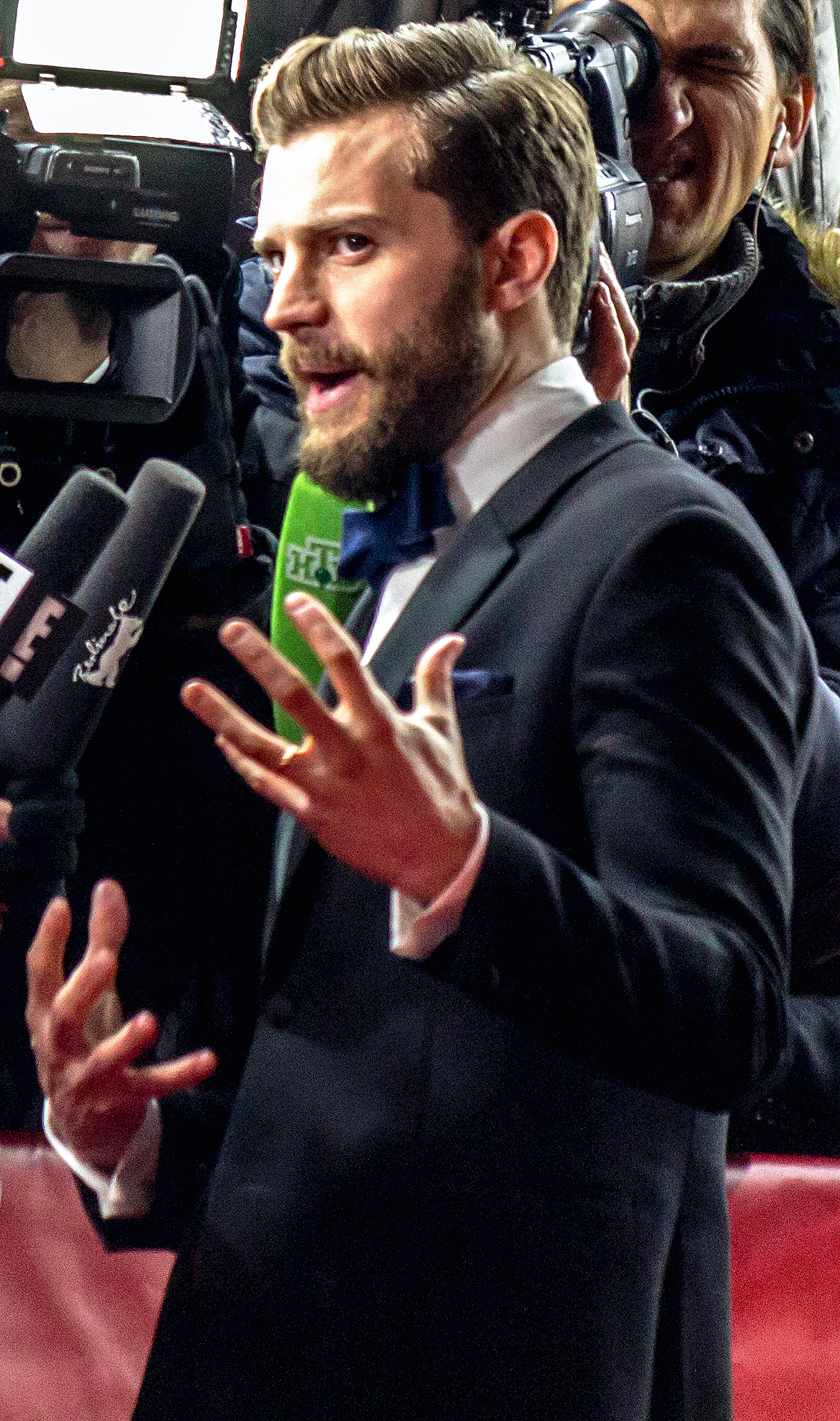
Jamie Dornan al Festival internazionale del cinema di Berlino per la presentazione di Cinquanta sfumature di grigio (2015)

### Cinema
- Marie Antoinette, regia di Sofia Coppola (2006)
- Beyond the Rave, regia di Matthias Hoene (2008)
- Shadows in the Sun, regia di David Rocksavage (2009)
- Cuori in volo (Flying Home), regia di Dominique Deruddere (2014)
- Cinquanta sfumature di grigio (Fifty Shades of Grey), regia di Sam Taylor-Johnson (2015)
- Missione Anthropoid, regia di Sean Ellis (2016)
- The 9th Life of Louis Drax, regia di Alexandre Aja (2016)
- La battaglia di Jadotville (The Siege of Jadotville), regia di Richie Smyth (2016)
- Cinquanta sfumature di nero (Fifty Shades Darker), regia di James Foley (2017)
- Cinquanta sfumature di rosso (Fifty Shades Freed), regia di James Foley (2018)
- Untogether, regia di Emma Forrest (2018)
- Robin Hood - L'origine della leggenda (Robin Hood), regia di Otto Bathurst (2018)
- A Private War, regia di Matthew Heineman (2018)
- Synchronic, regia di Justin Benson e Aaron Moorhead (2019)
- Ricomincio da te - Endings, Beginnings (Endings, Beginnings), regia di Drake Doremus (2020)
- Il profumo dell'erba selvatica (Wild Mountain Thyme), regia di John Patrick Shanley (2020)
- Barb e Star vanno a Vista Del Mar (Barb & Star Go to Vista Del Mar), regia di Josh Greenbaum (2021)
- Belfast, regia di Kenneth Branagh (2021)
- Assassinio a Venezia (A Haunting in Venice), regia di Kenneth Branagh (2023)
- Heart of Stone, regia di Tom Harper (2023)

### Televisione
- C'era una volta (Once Upon a Time) – serie TV, 9 episodi (2011-2013)
- The Fall - Caccia al serial killer (The Fall) – serie TV, 17 episodi (2013-2016)
- New Worlds, regia di Charles Martin – miniserie TV, 4 puntate (2014)
- My Dinner with Hervé – film TV, regia di Sacha Gervasi (2018)
- Death and Nightingales – miniserie TV, 3 puntate (2018)
- The Tourist – miniserie TV, 6 puntate (2022).

### Cortometraggi
- X Returns, regia di Ammo (2009)
- Nice to Meet You, regia di Will Garthwaite (2009)

## Campagne pubblicitarie
- Acquarium (2008-2009)
- Armani Jeans A/I (2008)
- Banana Republic P/E (2011)
- Calvin Klein ck free Fragrance (2009-2010)
- Calvin Klein Jeans (2009-2010)
- Calvin Klein Underwear A/I (2009)
- Calvin Klein White Label A/I (2009) P/E (2010)
- Desigual P/E (2011)
- Ermenegildo Zegna Couture P/E (2014)
- Gap Age Wash Jeans (2008)
- Giorgio Armani P/E (2009)
- Hogan P/E (2014)
- Hugo Boss The Scent fragrance (2018)
- HUGO by Hugo Boss A/I (2011)
- Loewe A/I (2023)
- Zara P/E (2011)

## Agenzie
- Select Model Management - Londra

## Riconoscimenti
- Golden Globe
  - 2022 – Candidatura al miglior attore non protagonista per Belfast[19]
- Premio BAFTA
  - 2014 – Candidatura al miglior attore televisivo per The Fall - Caccia al serial killer
- AACTA International Awards
  - 2022 – Candidatura al miglior attore non protagonista per Belfast
- Alliance of Women Film Journalists
  - 2022 – Candidatura al miglior attore non protagonista per Belfast
  - British Independent Film Awards
  - 2016 – Candidatura al Miglior attore non protagonista per Anthropoid
- Florida Film Critics Circle Awards
  - 2021 – Candidatura al miglior attore non protagonista per Belfast
- Hawaii Film Critics Society
  - 2022 – Candidatura al miglior attore non protagonista per Belfast
- Iowa Film Critics Awards
  - 2022 – Candidatura al miglior attore per Belfast
  - Irish Film and Television Awards
  - 2014 – Miglior attore televisivo per The Fall - Caccia al serial killer
  - 2014 – Stella emergente
  - 2015 – Candidatura al miglior attore televisivo per The Fall - Caccia al serial killer
  - 2017 – Candidatura al miglior attore per La battaglia di Jadotville
- MTV Movie & TV Awards
  - 2016 – Candidatura Miglior bacio insieme a Dakota Johnson per Cinquanta sfumature di grigio
- National Film Awards, (UK)
  - 2017 – Candidatura al migliore attore non protagonista per Missione Anthropoid
- E! People's Choice Awards
  - 2018 – Star in un film drammatico del 2018 per Cinquanta sfumature di rosso[20]
- Palm Springs International Film Festival
  - 2022 – Chairman's Vanguard Award per Belfast
  - Razzie Awards
  - 2016 – Peggior attore per Cinquanta sfumature di grigio
  - 2016 – Peggior coppia sullo schermo per Cinquanta sfumature di grigio (condiviso con Dakota Johnson)
  - 2018 – Candidatura al peggior attore per Cinquanta sfumature di nero
  - 2022 – Candidatura al Razzie Redeemer Award per Belfast
- San Diego Film Critics Society Awards
  - 2022 – Candidatura al miglior attore non protagonista per Belfast
- Sunset Film Circle Awards
  - 2021 – Canditatura al miglior attore non protagonista per Belfast
- Washington DC Area Film Critics Association Awards
  - 2021 – Candidatura al miglior attore non protagonista per Belfast

## Doppiatori italiani
Nelle versioni in italiano delle opere in cui ha recitato, Jamie Dornan è stato doppiato da:
- Jacopo Venturiero in Cinquanta sfumature di nero, Cinquanta sfumature di rosso, A Private War, Ricomincio da te - Endings, Beginnings, Il profumo dell'erba selvatica, Belfast, Assassinio a Venezia, Heart of Stone
- Marco Vivio in Cuori in volo, Missione Anthropoid, Synchronic, Barb e Star vanno a Vista Del Mar
- Andrea Mete in Cinquanta sfumature di grigio, La battaglia di Jadotville
- Fabrizio Manfredi in Marie Antoinette
- Nanni Baldini in C'era una volta
- Riccardo Niseem Onorato in The Fall - Caccia al serial killer
- Gianluca Crisafi in The 9th Life of Louis Drax
- Stefano Crescentini in My Dinner with Hervé
- Riccardo Scarafoni in Robin Hood - L'origine della leggenda
- Francesco Bulckaen in The Tourist

Da doppiatore è sostituito da:
- Stefano Macchi in Trolls World Tour